# SS-tatovering
SS-tatovering er betegnelsen på en tatovering med angivelse af blodtype, som medlemmer af Waffen-SS fik under 2. verdenskrig. Den ca. syv millimeter store sorte tatovering sad på undersiden af venstre arm, 20 cm over albuen, nær armhulen. Oprindeligt blev den udført i fraktur, men senere i latinske bogstaver.
Formålet med tatoveringen var hurtigt at fastslå en såret soldats blodtype og yde ham hjælp efter kvæstelser. Selv om der var krav om tatoveringen, var det ikke alle fra Waffen-SS, der havde den. Særligt manglede flere højtsående officerer og en del menige den fra krigens sidste tid.
Tatoveringen blev efter 2. verdenskrig brugt til at afsløre medlemmer af Waffen-SS. Det viste sig at være en fordel at mangle tatoveringen. Bl.a. kunne SS-lægen Josef Mengele skjule sin forbindelse til SS og hurtigt slippe ud fra sit amerikanske fangenskab.